# Drosophila suzukii (artundergrupp)
Drosophila suzukii är en artundergrupp som innehåller 17 arter. Artundergruppen ingår i släktet Drosophila, undersläktet Sophophora och artgruppen Drosophila melanogaster.
Likt de andra artundergrupperna inom artgruppen Drosophila melanogaster är artundergruppen Drosophila suzukii monofyletisk. Artundergruppen är närmast släkt med artundergrupperna Drosophila takahashii och Drosophila melanogaster.

## Lista över arter i artundergruppen
- Drosophila apicespinata
- Drosophila apodemata
- Drosophila ashburneri
- Drosophila biarmipes
- Drosophila hypomelana
- Drosophila immacularis
- Drosophila lucipennis
- Drosophila mimetica
- Drosophila nyinyii
- Drosophila oshimai
- Drosophila plagiata
- Drosophila pulchrella
- Drosophila siangensis
- Drosophila subpulchrella
- Drosophila suzukii
- Drosophila tristipennis
- Drosophila unipectinata